# Valentim Fernandes
Valentim Fernandes (Valentin Ferdinand; † 1518 oder 1519) war ein in Portugal tätiger Buchdrucker. Er stammte ursprünglich aus Mähren („de Morávia“) und bezeichnete sich selbst als Deutscher („alemão“). 1493 oder 1494 hielt er sich in Sevilla auf, ab 1495 ist er anhand seiner Drucke in Portugal nachweisbar. Der letzte Druck von ihm stammt aus dem Jahr 1518.
Als historische Quelle ist vor allem Fernandes’ Handschriftensammlung Codice Valentim Fernandes (das Valentim-Fernandes-Manuskript) bedeutsam, die ca. 350 Folios umfasst und verschiedenste Berichte zu den portugiesischen Entdeckungen des 15. und beginnenden 16. Jahrhunderts enthält, unter anderem auch den Bericht des Seefahrers Diogo Gomes De prima inuentione Guinee, den Martin Behaim nach mündlicher Überlieferung von Gomes selbst niedergeschrieben haben soll.